# Abgar Barsom
Abgar Aram Diego Barsom (Örebro, 4 settembre 1977) è un ex calciatore svedese, di ruolo centrocampista.

## Carriera

### Club
Barsom cominciò la carriera con la maglia del Forward, per poi passare al Djurgården. Vestì poi la maglia degli olandesi dello Heerenveen, prima di tornare al Djurgården. Successivamente militò nello Örebro.
Passò poi ai norvegesi del Fredrikstad. Esordì nella Tippeligaen il 30 marzo 2008, quando fu titolare nella sconfitta per 4-2 sul campo del Brann. Il 16 maggio dello stesso anno, segnò la prima rete, fissando sul definitivo 5-0 il punteggio con cui la sua squadra si impose sullo Aalesund.
Nel 2010 tornò in patria, accordandosi con il Syrianska. Si ritirò al termine della stagione successiva.

## Palmarès

### Club

#### Competizioni nazionali
- Campionato svedese: 2

Djurgården: 2002, 2005
- Coppa di Svezia: 3

Djurgården: 2002, 2004, 2005